# Krasnoznamenski
Krasnoznamenski (en rus: Краснознаменский) és un poble (un khútor) de la República de Marí El, a Rússia, que en el cens del 2010 tenia 2 habitants. Pertany al districte rural de Voljsk.